# Alfons VI. Hrabri
Alfons VI. Hrabri (Alfonso VI el Bravo; lipanj 1040. – Toledo, 30. lipnja 1109.) bio je kralj Leóna od 1065. i Kastilje od 1072. godine.

## Osvajač
U borbi s braćom, Alfons je preuzeo svu baštinu svoga oca Ferdinanda i tako sjedinio León s Kastiljom. Alfonsova je majka bila Sanča Leonska.
Godine 1085. zauzeo je Toledo, dotada pod vlašću Maura i proglasio ga glavnim gradom Kastilje. U tim se borbama istakao El Cid, kasnije junak brojnih legendi. Taj se događaj označava kao početak rekonkviste, ponovnog kršćanskog osvajanja Pirenejskog poluotoka. Namjesto muslimanske taife uspotavio je Toledsko Kraljevstvo.
Alfons se oženio Ines Akvitanskom, dok je sa ženom Izabelom imao kćer Elviru. Konstancija Burgundska i Alfons bili su roditelji vladarice Urake.

## Promicatelj tolerancije i učenosti
U svojim zemljama snažno je promicao toleranciju i suživot kršćana, muslimana (maura) i Židova. Proglasio se "carem triju vjera" i uspostavio srdačne odnose sa seviljskim emirom. Poticao je trgovinu i međusobni kulturne utjecaje.
Time je omogućeno prenošenje tekovina naprednije arapske kulture na zapad. U knjižnici u Toledu pronađeni su mnogi dragocjeni spisi; protivno ranijim običajima, sačuvali su ih, proučavali i prevodili. Više o tome: Pirinejski poluotok: Kulturno prožimanje i reakcija.
Njegovi nasljednici, kao Alfons X. Mudri u XIII. st., usprkos stalnim ratovima nastavili su sličnu politiku kulturnog prožimanja. Jačanje fanatizma na obje strane učinilo je u XIV.-XV. st. ta nastojanja uzaludnim.